# 常楽院
常楽院（じょうらくいん）は、埼玉県飯能市にある真言宗智山派の寺院である。通称は高山不動（たかやまふどう）。
本尊は軍荼利明王（ぐんだりみょうおう）。成田不動、高幡不動に加えて関東三大不動の一つとされる。（ただし、高山不動に代えて埼玉県加須市の不動ヶ岡不動または神奈川県伊勢原市の大山不動とする説もある。）

## 歴史
飯能市郊外の山間部に位置する。伝承によれば白雉5年（654年）、藤原鎌足の子の長覚坊、三輪神社の別当宝勝坊、藤原氏の臣である岩田三兄弟が創建したという。その後716年、行基が五大明王像を造り、そのうちの1体が現存する軍荼利明王像であるという。以上の草創縁起は伝承の域を出ないものであり、正確な創建時期は明らかでない。
平安時代末期には高山氏の祖、坂東八平氏秩父党の秩父重綱の子重遠が居住し、高山氏を称した。
寺は標高600メートルほどの山中に位置する。不動堂からさらに1キロほど登ったところに奥の院があり、関八州見晴台と称されている。

## 文化財
重要文化財
- 木造軍荼利明王立像 - 像高228.8cm。一面八臂の軍荼利明王（五大明王の一）の像である。体躯は直立してほとんど動きがなく、肉付けや衣文の表現も簡略で、素朴な作風を示す。平安時代中頃の作と推定されている[1]。不動堂裏の収蔵庫に安置。秘仏であり、毎年4月15日、冬至に開帳される。

その他の文化財
- 不動明王像 - 画像、県指定文化財
- 常楽院不動堂 - 県指定文化財
- 無間鐘 - 市指定文化財
- 大イチョウ - 県指定天然記念物（昭和22年3月）。推定樹齢800年。

## 行事
- 4月15日 - 春季大祭。火生三昧（火渡り式）が行われる。2000年（平成12年）5月5日には、埼玉新聞社の「21世紀に残したい・埼玉ふるさと自慢100選」に火生三昧が選出された[2]。

## 交通アクセス
公共交通
- 西武秩父線西吾野駅から徒歩約1時間。

道路
- 飯能市街からは国道299号を秩父方面へ西進。吾野トンネル(西)交差点で埼玉県道61号越生長沢線・顔振峠方面へ右折、最初の三叉路を左へ曲がり、同市大字上長沢方面へと進む。狭路。西吾野駅方面から車でのアクセスは不可能。
- 越生町方面からも、県道61号線、奥武蔵グリーンライン、顔振峠を経由してアクセス可。ただし、2020年1月2日現在も令和元年東日本台風（台風19号）の影響により通行不可。

その他
- 正月三が日、秘仏開扉時などに臨時の送迎バスが西武秩父線吾野駅（西吾野駅ではない）から出る場合がある。その他の公共交通機関はない。